# Parnica (kanał)

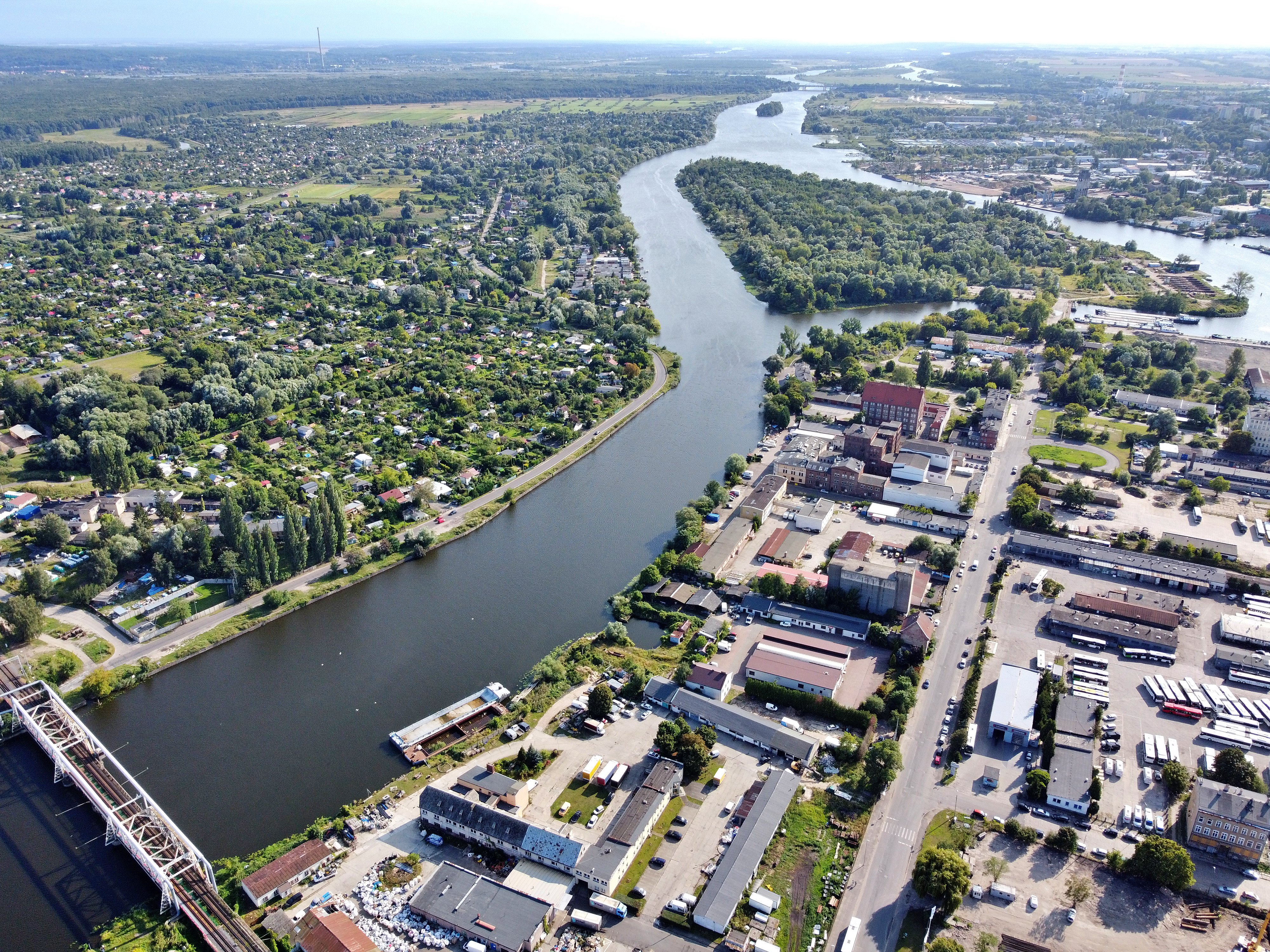
Zachodnia część Parnicy (widok od strony północnej)

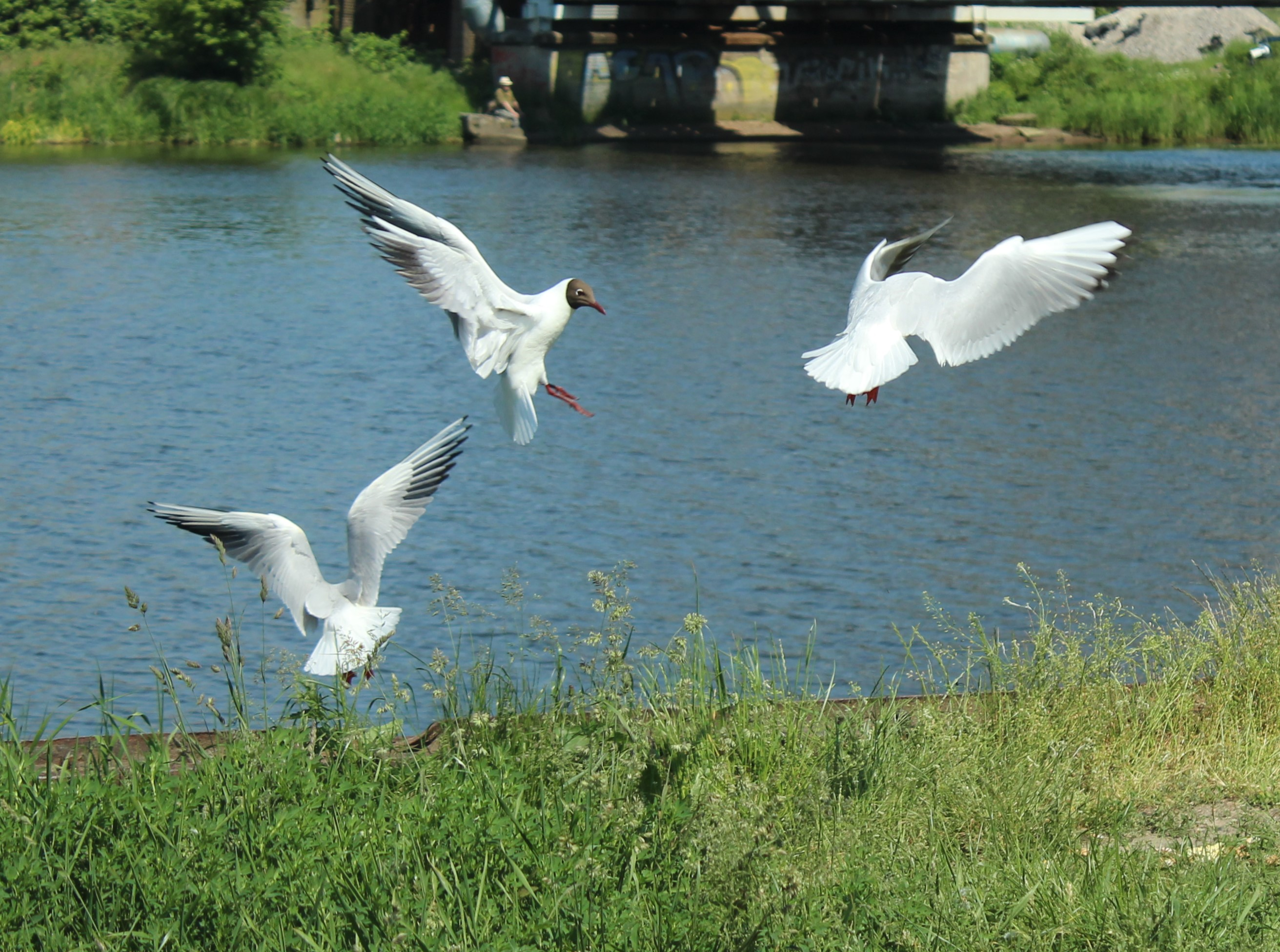
Mewy śmieszki nad Parnicą

Parnica (hist. Parniz, niem. Parnitz) – ciek na terenie Szczecina łączący Odrę Zachodnią z Regalicą; europejski kod JCWP (jednolita część wód powierzchniowych) – PLRW60001719752. Parnica bywa określana jako: kanał, potok nizinny piaszczysty lub rzeka. Długość Parnicy wynosi ok. 6 km.

## Bieg
Parnica łączy się z Odrą Zachodnią poprzez wykopany w 1929 r. Przekop Parnicki (pierwotne połączenie Odry Zachodniej i Parnicy zlokalizowane między Kępą Parnicką a Wyspą Zieloną, jest obecnie przegrodzone groblą komunikacyjną łączącą obie wyspy).
Parnica płynie równoleżnikowo, rozdzielając położone po jej północnej stronie wyspy: Kępa Parnicka, Łasztownia, Ostrów Mieleński i Mieleńska Łąka od położonych po jej południowej stronie: Wyspy Puckiej i Zaleskich Łęgów. Oba brzegi Parnicy są silnie zindustrializowane i wykorzystywane gospodarczo przez port Szczecin oraz znajdujące się nad jej brzegami zakłady przemysłowe: Stocznię Remontową Pomerania, Elektrownię Szczecin, port naftowy PKN Orlen.

## Mosty
Parnica jest jednym z ważniejszych cieków Międzyodrza. Nad Parnicą rozpiętych jest sześć mostów:
- kolejowe:
  - na szlaku Szczecin Główny – Szczecin Port Centralny
  - bocznicy kolejowej Szczecin Port Centralny – (d. Dworzec Wrocławski) – port
- drogowe:
  - Most Portowy w ciągu ul. Gdańskiej
  - Most im. Jerzego Łabudy w ciągu jezdni zachodniej Trasy Zamkowej o długości 284,6 m
  - most w ciągu jezdni wschodniej Trasy Zamkowej
  - most na przedłużeniu ul. Hryniewieckiego w ciągu estakad łączących port z Trasą Zamkową

## Nazwa
Nazwę Parnica wprowadzono urzędowo rozporządzeniem w 1949 roku, zastępując poprzednią niemiecką nazwę Parnitz.
Zgodnie z Rozporządzeniem Rady Ministrów z 2002 r. ws. klasyfikacji śródlądowych dróg wodnych, Parnica ma najwyższą klasę żeglowną Vb.